# Лозовий Ігор Сергійович
Лозовий Ігор Сергійович — український військовослужбовець, лейтенант Збройних сил України, учасник російсько-української війни. Лицар ордена Богдана Хмельницького III ступеня (2022).

## Життєпис
Під час повномасштабного російського вторгнення в Україну 2022 року, діючи у складі групи, зупинив колону ворожої техніки у кількості близько 150 одиниць, яка рухалась у напрямку траси Житомир — Київ. Її було знищено.

## Нагороди
- орден Богдана Хмельницького III ступеня (2022) — за особисту мужність і самовіддані дії, виявлені у захисті державного суверенітету та територіальної цілісності України, вірність військовій присязі[2].